# SIATT
Mectron - Engenharia, Indústria e Comércio S. A. es una empresa brasileña ubicada en São José dos Campos, São Paulo con un enfoque en el mercado de alta tecnología, especialmente defensa.

## Productos
- En proceso
  - MSS-1.2: misil antitanque con guía láser y alcance medio (3 km).
  - MANSUP: misil antibuque, anteriormente MAN-1.
  - Guided Small Bomb (GSBM).
  - SGH70: cohete guiado de 70 mm.
  - SGM-120: proyectil de mortero guiado de 120 mm.

- Anterior (MECTRON)
  - MAA-1A Piranha: misil aire-aire de corto alcance.
  - MAA-1B Piranha: misil aire-aire de cuarta generación.
  - A-Darter: misil aire-aire.
  - MAR-1: misil antirradar.
  - Radar SCP-01: Radar, modernización del caza AMX.